# Krueng Aceh
Krueng Aceh är ett vattendrag i Indonesien.   Det ligger i provinsen Aceh, i den västra delen av landet, 1 800 km nordväst om huvudstaden Jakarta.